# Johann Friedrich Tiede

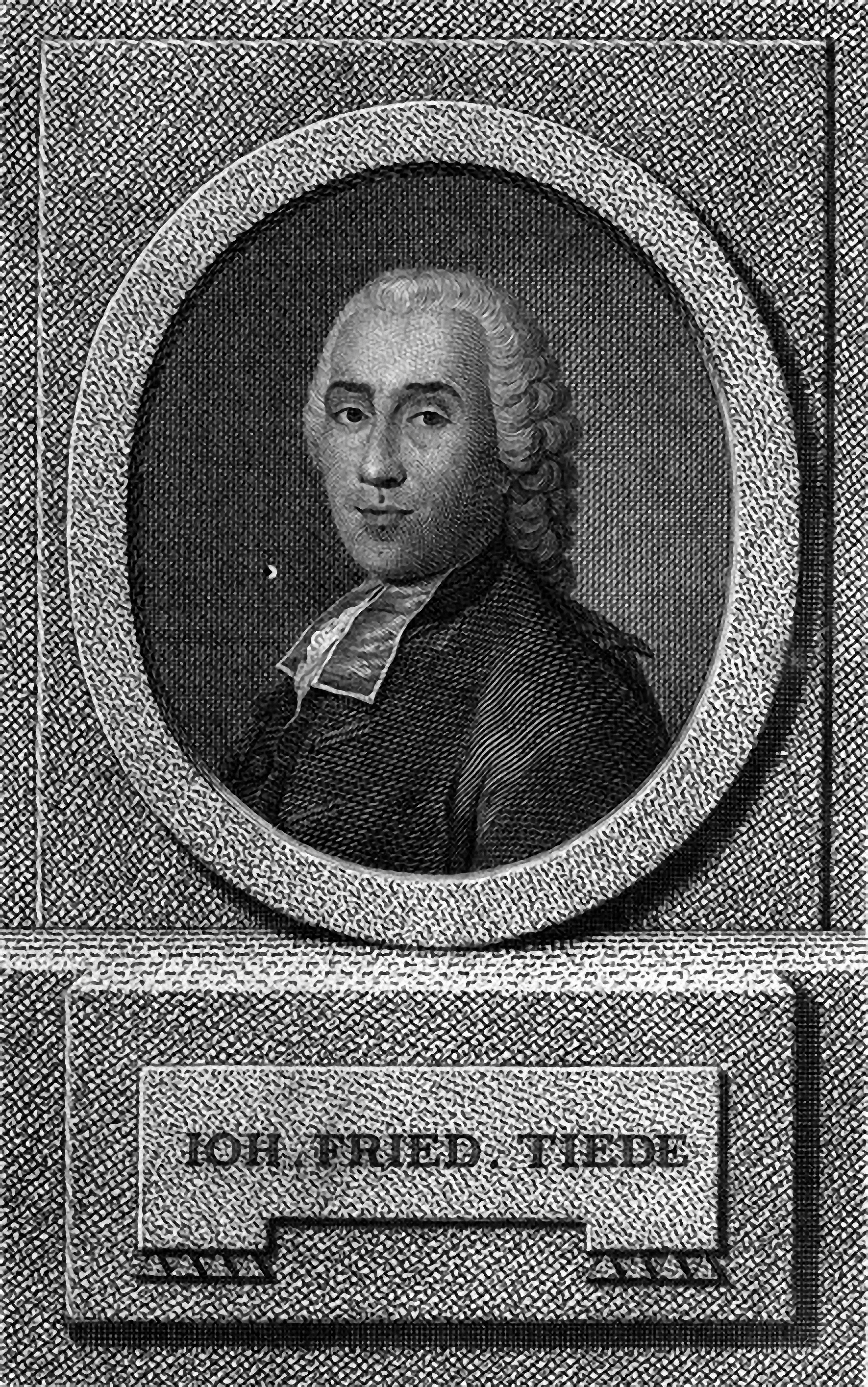
Johann Friedrich Tiede

Johann Friedrich Tiede (* 9. April 1732 in Pasewalk; † 19. Oktober 1795 in Schweidnitz) war ein deutscher evangelischer Theologe.

## Leben
Der Sohn eines Kaufmanns (und Zinngießers)) hatte 1740 die Schule zu Prenzlau und 1748 das Gymnasium in Stettin besucht. 1752 begann er an der Universität Halle ein Theologiestudium. Außerdem dichtete er in dieser Zeit religiöse Lieder, womit er sein poetisches Talent prägte. Die Gesellschaft der Freunde der schönen Wissenschaften in Halle ernannte ihn zu ihrem Mitglied. Nachdem er sein Studium beendet hatte, wurde er Sekretär bei dem Königlich Preußischen General Johann von Mayr und nach dessen Tod 1759 Feldprediger bei dem Regiment Anhalt-Bernburg, mit welchem er lange Zeit in Halle stationiert war.
Nach dem Frieden von Hubertusburg von 1763 publizierte er eine gedruckte Dankrede. Der größere Teil seiner Predigten und asketischen Schriften fällt auch in jene Zeit. Aus seinem bisherigen Verhältnis schied er 1774. Er war um diese Zeit erster Pastor und Schulinspektor in Schweidnitz, mit dem Titel eines Königlich Preußischen Konsistorialrats geworden. Hier lebte er, bis er 64-jährig starb.
Tiede war damals ein beliebter Prediger und geachteter asketische Schriftsteller. Er hatte besonders in seiner Zeit mit seinen 1766 bis 1769 gedruckten moralischen Reden, Bedeutung erlangt. Diese wurden mehrmals aufgelegt. Die zwei Teile seiner Unterhaltungen mit Gott in den Abendstunden wurden 1794 in der sechsten Auflage herausgegeben. Der zweite und dritte Band seiner Kasualreden erschien 1796 aus seinem Nachlass, mit einem Anhang von Gedichten, aus denen seine Religiosität und das feste Vertrauen auf Gott sprachen. Sie enthielten auch geistliche Lieder, die in das Gesangbuch der Garnisonsgemeinde in Halle aufgenommen wurden.

### Familie
Seine Tochter heiratete 1782 den Diakon und Pastor Christian Gottlieb Lehmann, der nach Tiedes Tod von den „Casualreden“ den 2. und 3. Band herausgab (1797 mit einer Biografie von Tiede).
Sein Halbbruder, Thomas Friedrich Tiede, wurde ebenfalls Pastor (* 15. Juli 1762 in Pasewalk ; † 22. Januar 1824 in Reichenbach, Schlesien).
Nach dem Lyceum (Gymnasium) in Schweidnitz studierte er in Halle Theologie. Danach wurde er schulischer Inspektor an der königlichen Friedrichschule in Breslau und 1785 Ordinarius für Steinseifersdorf (bei Breslau). Ab 1786 erhielt Thomas Tiede eine Stelle in Reichenbach als zweiter, 1823 als Primus Pastor.

## Werke
- Das allgemeine Gericht über dem Erdboden. Stettin 1751
- Friedrich, das Muster der Könige, eine Ode. Ebend. 1752
- Standrede bei dem Sarge des Generals v. Mayr. Plauen 1759
- Rede nach dem Siege bei Liegnitz, vor dem Anhalt-bernburgischen Regimente gehalten, über Ps. 20, 6-9. Halle 1760
- Dankrede nach dem Frieden mit Rußland, über Jes. 27, 4—9. Brieg und Halle 1762
- Dankrede nach geschlossenem Frieden, über 1 Mos. 28, 20. 21. Halle 1763
- Moralische Reden, in der Garnisonkirche zu Halle gehalten. Halle 1765 - 1769. 4 Theile; 2. Aufl. 2 Teile Halle 1771; 3. Auflage Halle 1775; 4. Aufl. Halle 1781 (Online), 5. Aufl. Halle 1793 (eigentlich 1792)
- Auserlesene Lieder für die Garnison-Gemeine zu Halle. Halle 1765, 2. Aufl. Halle 1769
- Unterhaltungen mit Gott in den Abendstunden auf jeden Tag des Jahres. Halle 1771–1772. 2 Teile; 4. Aufl. 2. Bd. 1780 (Online); 6. Aufl. Halle 1794. 2 Teile, 1814 2. Bd. (Online)
- Traurede bei der Vermählung des Herrn Hauptmann v. Bomsdorf mit Fräulein E. H. v. Zehmen. Halle 1773
- Antrittspredigt vor dem Anhalt - Bernburgischen Regiment 1753 gehalten. Halle 1774
- Abschiedspredigt, 1774 gehalten. Ebenda 1774
- Vier Predigten, im Herbst 1775 gehalten. Breslau 1776
- Casualreden; nebst einem Anhange von Gedichten. Halle 1777, 2. und 3. Bd. (nach Tiedes Tod herausgegeben von C. G. Lehmann.) Breslau 1796
- Rede gehalten bei der Trauung des Herrn Diakonus Lehmann mit der Jungfer Tiede. Schweidnitz 1782
- Rede nach Grundlegung des Steins zu einer evangelischen Kirche in Waldenburg. Schweidnitz 1785
- Rede bei der Gedichtnißfeier Friedlichs des Großen. Schweidnitz 1786
- Gastpredigt vor der Bürger- und Soldatengemeine zu Pasewalk. Stettin 1786